# Mitnica (Vukovar)
Mitnica je gradska četvrt u sastavu Grada Vukovara, Vukovarsko-srijemska županija.  

## Ime
Ime dolazi od rampe - mitnice koja je stajala na ulazu u naselje i na kojemu se naplaćivala taksa za prolazak kroz grad i prodaju robe na gradskom sajmištu.

## O naselju
U naselju se nalazi Osnovna škola "Mitnica" (raniji naziv "Vladimira Nazora"), Dom umirovljenika, Spomen-park Dudik, Dječji vrtić "Vukovar 1", Veterinarska stanica, tržnica, Gimnazija Vukovar. U blizini naselja nalazi se Vukovarski vodotoranj, Memorijalno groblje žrtava Domovinskog rata, Bugarsko vojno groblje i Novo groblje Dubrava, te Vučedol, arheološki lokalitet iz neolitika.

## Zemljopis
Naselje se nalazi jugoistočno od središta Vukovara na cesti prema Sotinu i Iloku, na povišenom Vukovarskom ravnjaku između Lijeve bare i Dunava. Susjedni dijelovi grada su Stari Vukovar i Sajmište.

## Povijest
Najstarije ulice, Široki put, Prosina i Ratarska, spominju se već u ranom 18. stoljeću. Veće širenje, odnosno izgradnja i naseljavanje Mitnice dogodilo se 70-ih i 80-ih godina 20. stoljeća, kada je velik broj oranica pretvoren u građevinsko zemljište.

### Domovinski rat
Na prvim višestranačkim izborima, u Vukovaru je HDZ samo na Mitnici dobio izbore, dok je u svim ostalim mjesnim zajednicama SDP (tada još pod nazivom SKH-SDP), jer se SDS još nije uspio registrirati. Hrvati iz SDP dali su podršku HDZ-u. Prvi napad na Mitnicu dogodio se kada je nekoliko tenkova stiglo kroz Dubravu šumskim putem, tamo gdje ih nisu očekivali, i ispalilo par granata na hrvatske barikade, ali tenkovi su se okrenuli i otišli. Za razliku od Borova naselja, neprijatelj tu nikad nije dolazio cestom. Na Mitnicu napada profesionalna vojska JNA pojačana rezervistima. Na Mitnici položaji se ne mijenjaju, dok na Sajmištu pada ulica po ulica, JNA i četnici izbijaju na vatrogasni dom, kreću prema vodotornju i odsijecaju Mitnicu od središta grada i od bolnice. U tom trenutku u naselju je 3.000-4.000 ljudi, većinom roditelji, braća i sestre branitelja. Zbog nemogućnosti proboja krenuli su pregovori s JNA o predaji naselja, koja je obavljena 18. studenoga na Novom groblju. S JNA je dogovoreno da će svi pripadnici Zbora narodne garde (ZNG) predati oružje i da će prema njima kao ratnim zarobljenicima postupati po Ženevskim konvencijama. Civili su trebali biti evakuirani u dio Hrvatske koji nije zahvaćen ratom, no veliki dio njih završio je u Sremskoj Mitrovici. Predajom Mitnice završena je vukovarska bitka, te se taj dan (18. studenoga 1991. godine) smatra danom pada grada. U Domovinskom ratu poginula su 82 branitelja s Mitnice, od kojih je njih 20 ubijeno na Ovčari.

## Stanovništvo
Prema procjenama u naselju živi oko 5.000 stanovnika, dio grada s najvećim udjelom Hrvata.

## Šport
- HNK Mitnica Vukovar, nogometni klub
- boćarski klub Mitnica
- TK Mitnica, teniski klub

## Poznate osobe
- Zdenka Buljan, bivša kustosica vukovarskog muzeja i bivša gradonačelnica Vukovara.
- Ivan Baran, hrvatski književnik iz Vukovara